# 沪太公路
沪太公路（大场立交桥顾陈路口以南的路段称沪太路），是位于上海市的一条省级公路。该道路南至静安区中华新路，北至宝山区罗泾镇洋桥村沪苏省界，经过上海市静安区、宝山区等行政区，全长34.4公里，以起终点上海、太仓得名。
该道路位于薀川路路口以南至大场集镇的路段被编为上海省道126，该路口以北的部分则被编入 346国道。

## 歷史
滬太路在中華民国10年（1921年）由商办沪太长途汽车公司投资兴建，为上海首先行驶长途汽车的公路。原为煤屑路面，中華人民共和國成立后滬太路经多次整修，改建成沥青混凝土路面。
沪太公路跨越宝山区新川沙河的飞云桥新橋於2022年7月8日開建，2024年6月底全面建成。

## 主要交汇道路（南向北）
- 恒丰北路/芷江西路
- 中山北路（内环高架路）
- 柳营路
- 延长西路/延长中路
- 志丹路/广中西路
- 行知路
- 汶水路（中环路）
- 江场西路
- 洛场路/场中路
- 上大路
- 锦秋路
- 外环高速（泰和西路）
- 镜泊湖路/顾北路
- 宝安公路
- 潘广路/友谊西路
- 富锦路
- 上海绕城高速
- 宝山杨南路
- 美兰湖路
- 美丹路
- 月罗公路
- 宝钱公路/潘川路
- 霜竹公路/集宁路
- 蕰川公路

## 轨道交通
- 行知路口：7行知路站
- 江场西路口：7大场镇站
- 场中路口：7场中路站
- 上大路口：7上大路站
- 杨南路口：7罗南新村站
- 美丹路口：7美兰湖站

## 备注
1. ↑  此处的桩号从新沪路起算，至太仓界结束。